# Hôtel de Hanau
L'hôtel de Hanau è un monumento storico situato in place Broglie a Strasburgo, nel dipartimento francese del Basso Reno.
Oggi è la sede dell'hôtel de ville di Strasburgo.
L'ingresso principale dell'hôtel de Hanau si trova al n° 9 rue Brûlée. La facciata posteriore da su place Broglie.

## Storia

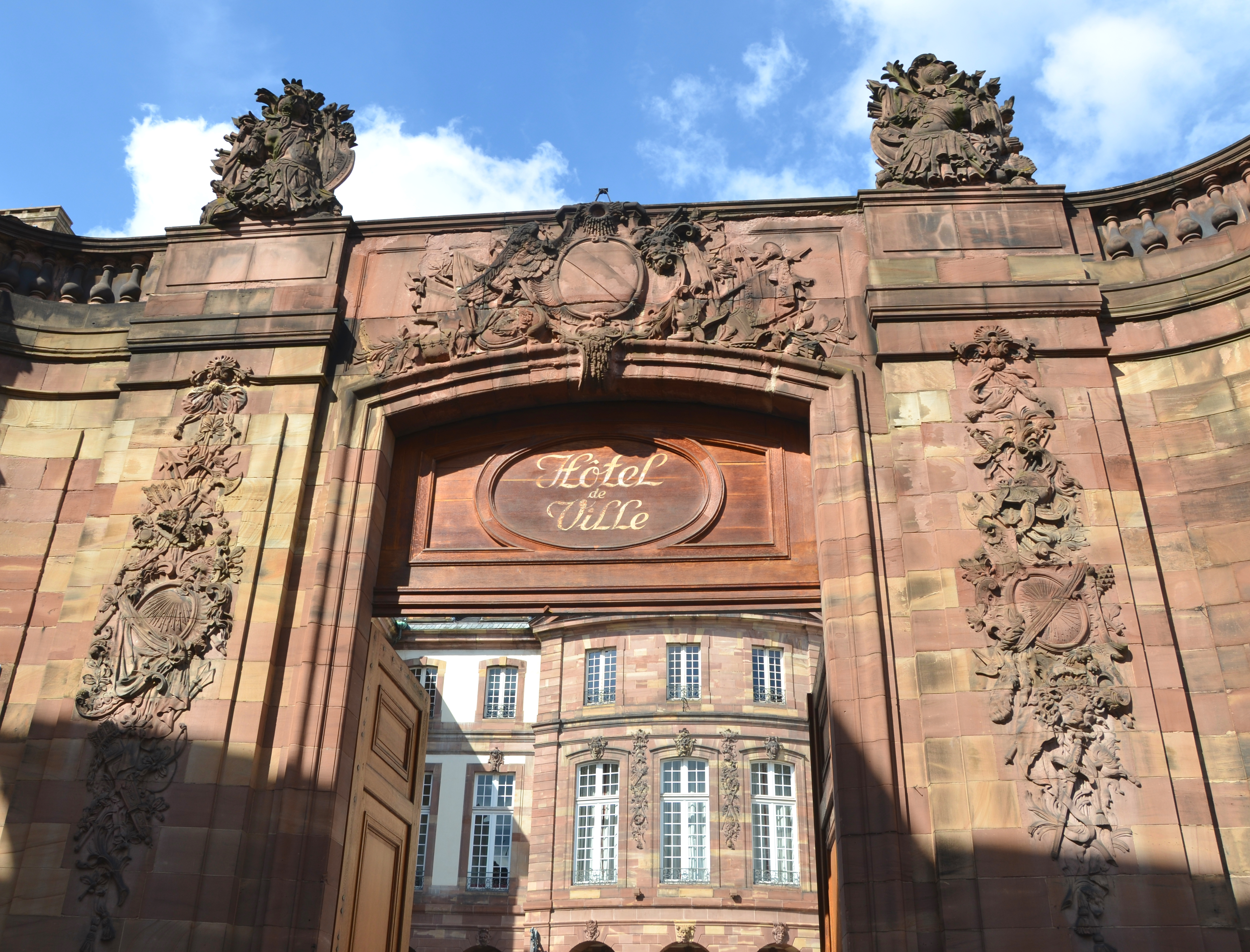
La facciata principale su Rue Brûlée.

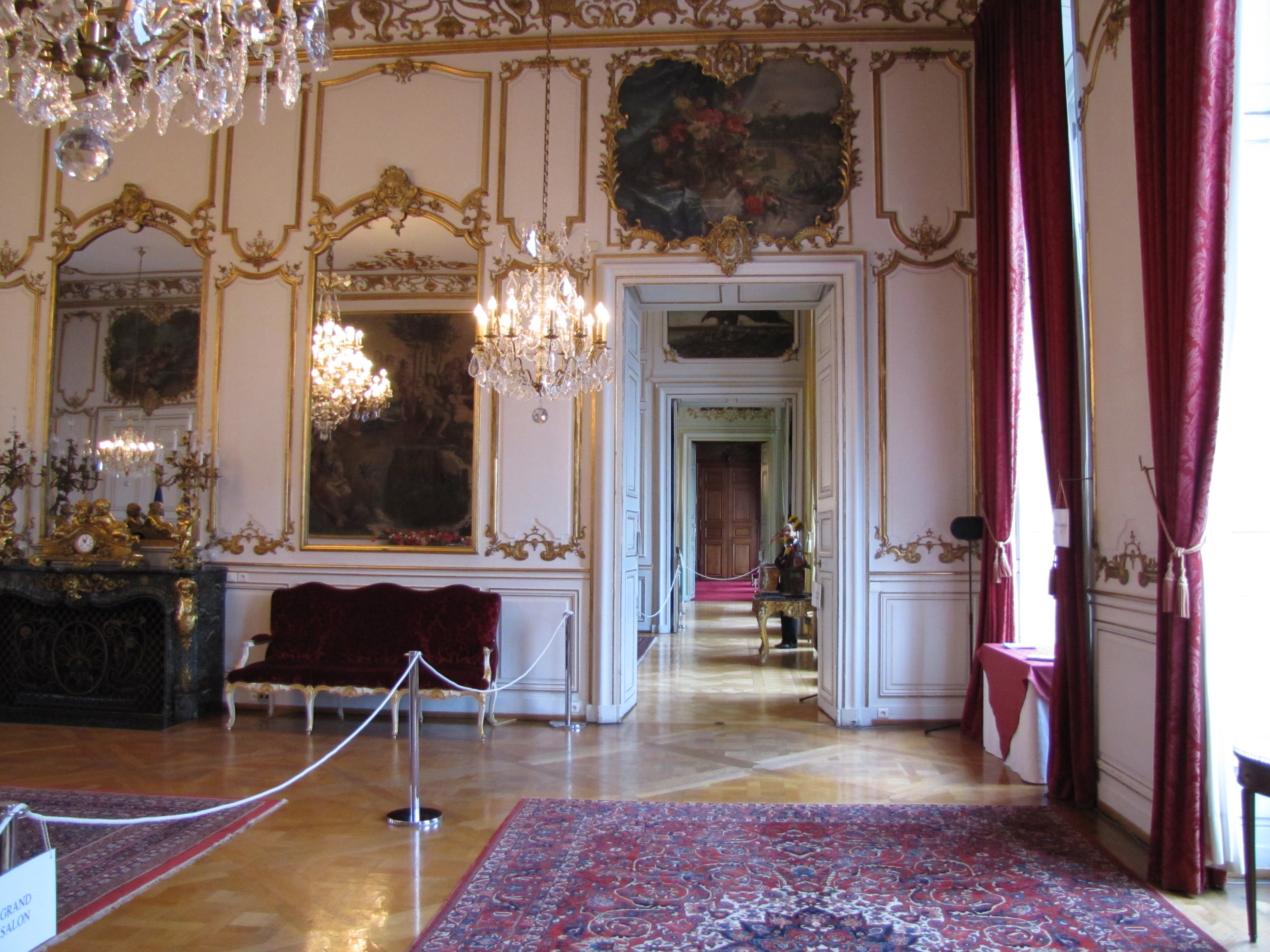
Veduta degli interni rococò

Dal XIII secolo, la famiglia Ochsenstein possedeva un palazzo sul luogo dell'attuale n° 9 rue Brulée. Nel 1573, il conte Philippe de Hanau, Signore di Lichtenberg, divenne proprietario del palazzo.
L'ultimo discendente della famiglia, Régnier III di Hanau-Lichtenberg, iniziò la progettazione di un nuovo edificio nel 1728.
L'hôtel de Hanau venne costruito tra il 1731 e il 1736 da Joseph Massol, architetto del Vescovo e del Gran Capitolo, secondo un progetto elaborato da Robert de Cotte, primo architetto del re.
Régnier III di Hanau-Lichtenberg morì nel 1736 senza discendenti maschi e le sue proprietà passarono alla famiglia Hesse-Darmstadt.
Nel 1789, venne confiscato e ribattezzato «Maison de Dagobert» dalla municipalità rivoluzionaria.
Prima della Rivoluzione, l'hôtel de ville era ospitato nel Neue Bau, place Gutenberg. La Municipalità venne poi trasferita a palais Rohan, place du Château.
Nel 1805, quando Napoleone si recò a Strasburgo, risiedette a palais Rohan e la Municipalità venne trasferita all'hôtel de Hanau che divenne quindi l'hôtel de ville di Strasburgo.
Nel 1921 l'edificio è stato classificato come monumento storico.
Dal 1976, i servizi amministrativi della città Eurométropole sono stati trasferiti a place de l’Étoile. L'hôtel de Hanau viene utilizzato per i matrimoni e le cerimonie ufficiali.
L'hôtel de Hanau sarà ristrutturato a partire dal 2016. Il costo dei lavori è previsto in 3,8 milioni di euro. Ospita attualmente l'ufficio protocollo, gli uffici dei consiglieri comunali, un municipio della città e gli uffici dell'Agenzia per lo sviluppo e la pianificazione della città di Strasburgo (ADEUS).

## Architettura
L'edificio ha una pianta a ferro di cavallo, con un ingresso monumentale in rue Brulée. La facciata principale ed il portale sono ornati di trofei e mascheroni. La facciata posteriore da su place Broglie alternando finestre curve, archi segmentali e rettangolari. L'arredamento interno, parzialmente conservato, è costituito soprattutto da pezzi dell'epoca della costruzione del palazzo.